# Gouves
Gouves település Franciaországban, Pas-de-Calais megyében. Lakosainak száma 197 fő (2022. január 1.). Gouves Agnez-lès-Duisans, Montenescourt és Warlus községekkel határos.

## Népesség
A település népességének változása:
| Lakosok száma | 195  | 197  | 201  | 197  | 197  | 200  | 200  | 198  | 197  |
|               | 2013 | 2015 | 2016 | 2017 | 2018 | 2019 | 2020 | 2021 | 2022 |